# 베스트 맨 (1998년 영화)
《베스트 맨》(Il Testimone Dello Sposo, The Best Man)은 이탈리아에서 제작된 푸피 아바티 감독의 1998년 코미디, 드라마 영화이다. 디에고 아바탄투오노 등이 주연으로 출연하였고 아우렐리오 데 라우렌티스 등이 제작에 참여하였다. 48회 베를린 국제영화제에 입품되었다. 이 영화는 제70회 아카데미상의 외국어 부문에 이탈리아를 대표하여 입품이 선정되었으나 후보로 지명되지는 못했다.

## 출연

### 주연
- 디에고 아바탄투오노
- 이네 사스뜨레

### 조연
- 발레리아 도비치
- 우고 콘티